# Foyel
Foyel (1825-ca. 1890) fue uno de los últimos caciques en resistir la invasión del Ejército Argentino a las provincias de Neuquén, Río Negro y Chubut, conocida como la Conquista del Desierto. Vivía en Neuquén, fue perseguido hasta el Chubut y se entregó en la localidad de Junín de los Andes en 1884.
Su nombre, originalmente Voye o Voygue, significa canelo; su origen étnico es desconocido, posiblemente descendiera de puelches y de araucanos de Chile. Hijo del cacique Paillacán, llegó a reunir un buen número de indígenas a sus órdenes, moviéndose entre el lago Nahuel Huapi y el valle del río Aluminé. Reconocía la superioridad del cacique general Sayhueque, líder de los manzaneros, pero luego empezó a distanciarse de él, y llegaba en sus movimientos periódicos bastante más al sur, estableciéndose sobre el río Chubut. Tenía en su tribu varios refugiados blancos, originarios de Chile, incluyendo uno que hacía de intérprete o lenguaraz.
En algún momento de la década de 1870 firmó un tratado con el comandante de Carmen de Patagones, por el cual éste quedaba obligado a entregarle periódicamente algunas vacas, yeguas, tabaco, yerba mate, etc. El hecho de que haya firmado un acuerdo casi en la misma fecha que su jefe Sayhueque parece demostrar cierta independencia de éste.
Permaneció principalmente en la zona del Neuquén hasta que, en el año 1881, comenzaron las campañas del Ejército sobre esta región, principalmente a órdenes del coronel Conrado Villegas. Los caciques Foyel, Inacayal, Chagallo y otros pidieron protección al coronel Liborio Bernal, comandante de Patagones, pero Villegas continuó su avance. Se retiraron al río Tecka, en Chubut, e hicieron una cierta resistencia contra los militares. En ese momento, muy preocupados ante la llegada de forasteros, aparecieron unos exploradores galeses que buscaban nuevas tierras; hombres de Inacayal –y posiblemente también de Foyel– los persiguieron hasta el valle medio del Chubut y mataron a tres de los expedicionarios, en el lugar que desde entonces se llama Valle de los Mártires.
Sayhueque insistía en resistir y se instaló con sus seguidores en el arroyo Genoa, pero la gente de los caciques a sus órdenes pasaba mucha hambre, y los militares seguían llegando Foyel e Inacayal fueron alcanzados por el coronel Lino Oris de Roa sobre el arroyo Apeleg, afluente del río Senguer, donde tuvo lugar el combate de Apeleg o de Apulé, último enfrentamiento de esa guerra, donde los indígenas dejaron ciento ochenta muertos. Aún hubo tiempo para un último parlamento entre los caciques que aún resistían en el Chubut; allí estuvieron Sayhueque, Foyel, Chiquichano, Inacayal y Chagallo, que nunca habían maloneado contra las poblaciones blancas, junto con Huichaumilla y Pichi Curruhuinca, que habían estado en algún malón. Bajo la vigilante mirada de Sayhueque, se decidió resistir hasta el fin.
Pero no habría tal resistencia: la superioridad y el gran número de soldados que seguían avanzando hacia el sur los convenció de rendirse, y el 3 de octubre de 1884 se rindieron en Junín de los Andes Foyel, Inacayal y Chiquichano, con sesenta y seis indios de lanza. El jefe militar que recibió la rendición envió a Chiquichano al Chubut con una escolta militar, para traer a sus familias, mientras retenía como rehenes a Foyel e Inacayal. Al momento de tener de entregarse las familias, el jefe de la escolta militar notó «veladas amenazas» de parte de las mujeres y niños, por lo que ordenó abrir fuego; treinta y seis personas fueron muertas por poner «mala cara» en el momento en que se rendían a quienes los iban a tratar casi como a esclavos. Volvieron con ocho hombres de lanza y algo más de cien mujeres, niños y ancianos.
Foyel e Inacayal fueron trasladados al Museo de La Plata, donde les sacaron fotos y los analizaron como objetos de estudios antropológicos; Foyel insistía en que nunca habían atacado a las poblaciones blancas, como muchos de los indígenas de la región pampeana. En torno al año 1890, después de la muerte de Inacayal en el Museo, Foyel y su familia fueron puestos en libertad. Volvieron a Tecka, donde lo visitó el Perito Moreno en 1896. Mientras estaba allí, se le informó que debía abandonar el lugar, porque había sido comprado por un inversor en Buenos Aires. Fue lo último que se supo del cacique Foyel.
El río Foyel, afluente del río Manso, y el pueblo de El Foyel, ubicado sobre la ruta nacional 40 entre San Carlos de Bariloche y El Bolsón, recuerdan a este cacique.